# Фрагменты женщины
«Фрагменты женщины» (англ. Pieces of a Woman) — драматический фильм 2020 года режиссёра Корнеля Мундруцо по сценарию Каты Вебер. В фильме снялись Ванесса Кирби, Шайа Лабаф, Молли Паркер, Сара Снук, Элайза Шлезингер, Бенни Сафди, Джимми Фэйлс и Эллен Бёрстин. Мартин Скорсезе выступил в качестве одного из исполнительных продюсеров. Картина является совместным производством США и Канады. Сценарий основан на одноименной пьесе Мундруцо и Вебер 2018 года, поставленной в театре TR Warszawa.
Мировая премьера фильма состоялась 4 сентября 2020 года на 77-м Венецианском международном кинофестивале, где Кирби получила Кубок Вольпи за лучшую женскую роль. Фильм вышел в ограниченный прокат 30 декабря 2020 года, а 7 января 2021 года стал доступен на Netflix. Фильм получил в целом положительные отзывы; критики высоко оценили игру Кирби, Лабафа и Бёрстин. За свою работу Кирби была номинирована на премии «Оскар», «Золотой глобус», BAFTA, «Выбор критиков» и премию Гильдии киноактёров США.

## Сюжет
Марта и Шон ожидают первенца. Марта начинает рожать, и Шон звонит акушерке Барбаре, которая принимает тяжелые роды и поэтому вместо себя присылает другую акушерку, Еву. Марту мучает тошнота и боль во время схваток. Когда раскрытие шейки матки достигает десяти сантиметров, Ева понимает, что пульс малышки упал до критически  низкого уровня. Шон спрашивает Еву, безопасно ли им продолжать, и Ева отвечает утвердительно. После окончания родов  Ева замечает, что новорожденная посинела, вскоре у неё происходит остановка сердца, и она умирает.
В следующем месяце Марта и Шон приходят на встречу к коронеру; Шон хочет выяснить, что пошло не так, в то время как Марте это особо неинтересно. Они узнают, что точная причина смерти еще не установлена, но ребёнок находился в условиях кислородного голодания. Начинается судебное разбирательство в отношении Евы. Марта решает пожертвовать тело дочери науке.
Отношения Марты с Шоном ухудшаются. Элизабет, властная мать Марты, настаивает на организации похорон своей внучки. У Шона начинается роман с Сюзанной, кузиной Марты, и он начинает употреблять кокаин после трезвого образа жизни на протяжении почти семи лет. Сюзанна, которая также является адвокатом в деле против Евы, сообщает ему, что потенциальный судебный иск может быть очень перспективным.
Элизабет обвиняет Марту в смерти ребенка, поскольку она решилась на домашние роды, а также заявляет, что Марта должна присутствовать на суде над Евой. Элизабет говорит Шону, что он ей никогда не нравился, и предлагает крупную сумму денег, чтобы он уехал и никогда не возвращался. Марта отвозит Шона в аэропорт, и он улетает в Сиэтл.
Спустя месяцы Марта дает показания на суде, рассматривающем дело Евы. После этого судья разрешает ей обратиться к участникам заседания, и она заявляет, что Ева не виновата в смерти ребёнка, и поэтому она не винит её. Вернувшись домой, Марта  обнаруживает, что яблочные семечки, которые находились в холодильнике, начали прорастать. Месяц спустя Марта выбрасывает прах дочери в реку.
Годы спустя маленькая девочка взбирается на яблоню. Марта помогает ей спуститься, и они вместе идут ужинать.

## В ролях
- Ванесса Кирби — Марта Вайсс
- Шайа Лабаф — Шон Карсон
- Эллен Бёрстин — Элизабет Вайсс
- Молли Паркер — Ева Вудвард
- Сара Снук — Сюзанна
- Элайза Шлезингер — Анита Вайс
- Бенни Сафди — Крис
- Джимми Фэйлс — Макс
- Доменик Ди Роза — судмедэксперт

## Критика и отзывы
На сайте-агрегаторе Rotten Tomatoes у фильма 75 % положительных рецензий со средней оценкой 6,8/10 на основе 233 обзоров. Консенсус критиков сайта гласит:  «„Фрагменты женщины“ борются за сохранение темпа после потрясающей открывающей сцены, но актёрская игра Ванессы Кирби достигает конечного результата — мучительного портрета горя». На Metacritic фильм получил средневзвешенную оценку 66 баллов из 100 на основе 40 отзывов, что указывает на «в целом благоприятные отзывы».
Ксан Брукс из The Guardian отмечает великолепную актёрскую игру главных исполнителей и оценивает фильм на 3 звезды из пяти. По мнению Deadline.com, Ванесса Кирби демонстрирует высокий класс игры. Критик Variety и член ФИПРЕССИ Питер Дебрюж называет англоязычный режиссёрский дебют Мундруцо «виртуозным».

## Награды и номинации
| Награда                                  | Дата вручения    | Категория                                | Номинанты и получатели                | Результат | П.     |
| ---------------------------------------- | ---------------- | ---------------------------------------- | ------------------------------------- | --------- | ------ |
| Венецианский международный кинофестиваль | 12 сентября 2020 | Золотой лев                              | Корнель Мундруцо                      | Номинация | [ 9 ]  |
| Венецианский международный кинофестиваль | 12 сентября 2020 | Премия Arca CinemaGiovani                | Корнель Мундруцо                      | Победа    | [ 9 ]  |
| Венецианский международный кинофестиваль | 12 сентября 2020 | Кубок Вольпи за лучшую женскую роль      | Ванесса Кирби                         | Победа    | [ 10 ] |
| Премия общества кинокритиков Сан-Диего   | 11 января 2021   | Прорыв года                              | Ванесса Кирби                         | Номинация | [ 11 ] |
| Премия общества кинокритиков Сан-Диего   | 11 января 2021   | Лучшая актриса                           | Ванесса Кирби                         | Номинация | [ 11 ] |
| Премия общества кинокритиков Сан-Диего   | 11 января 2021   | Лучшая актриса второго плана             | Эллен Бёрстин                         | Номинация | [ 11 ] |
| Ассоциация кинокритиков Сент-Луиса       | 14 января 2021   | Лучшая актриса                           | Ванесса Кирби                         | Номинация | [ 12 ] |
| Ассоциация кинокритиков Сент-Луиса       | 14 января 2021   | Лучшая актриса второго плана             | Эллен Бёрстин                         | Номинация | [ 12 ] |
| Премия Лондонского кружка кинокритиков   | 7 февраля 2021   | Лучшая актриса                           | Ванесса Кирби                         | Номинация | [ 13 ] |
| Премия Лондонского кружка кинокритиков   | 7 февраля 2021   | Лучшая актриса второго плана             | Эллен Бёрстин                         | Номинация | [ 13 ] |
| Премия Лондонского кружка кинокритиков   | 7 февраля 2021   | Лучшая британская / ирландская актриса   | Ванесса Кирби (также за Мир грядущий) | Номинация | [ 13 ] |
| Премия «Спутник»                         | 15 февраля 2021  | Лучшая актриса — кинофильм               | Ванесса Кирби                         | Номинация | [ 14 ] |
| Премия «Спутник»                         | 15 февраля 2021  | Лучшая актриса второго плана — кинофильм | Эллен Бёрстин                         | Номинация | [ 14 ] |
| Золотой глобус                           | 28 февраля 2021  | Лучшая актриса — драма                   | Ванесса Кирби                         | Номинация | [ 15 ] |
| Выбор критиков                           | 7 марта 2021     | Лучшая актриса — кинофильм               | Ванесса Кирби                         | Номинация | [ 16 ] |
| Выбор критиков                           | 7 марта 2021     | Лучшая актриса второго плана             | Эллен Бёрстин                         | Номинация | [ 16 ] |
| Премия Гильдии киноактёров США           | 4 апреля 2021    | Лучшая актриса                           | Ванесса Кирби                         | Номинация | [ 17 ] |
| BAFTA                                    | 11 апреля 2021   | Лучшая актриса                           | Ванесса Кирби                         | Номинация | [ 18 ] |
| Оскар                                    | 25 апреля 2021   | Лучшая актриса                           | Ванесса Кирби                         | Номинация | [ 19 ] |